# Harry Pangman
Arthur Harold „Harry“ Pangman (* 1. Juli 1905 in Montreal; † 25. Juni 1996 in Sainte-Anne-de-Bellevue) war ein kanadischer Skilangläufer.
Pangman, der den Red Birds Ski Club of Montreal mitbegründete und für diesen startete, machte im Jahr 1930 an der McGill University seinen Bachelor of Science und wurde im folgenden Jahr kanadischer Meister über 18 km. Bei seiner einzigen Teilnahme an Olympischen Winterspielen im Februar 1932 in Lake Placid errang er den 35. Platz über 18 km. Bis 1939 war er Vizepräsident der Canadian Amateur Ski Association und wurde im Jahr 1983 in die Canadian Ski Hall of Fame aufgenommen.